# Irina Palm
Irina Palm es una película de 2007 dirigida por Sam Garbarski. Está protagonizada por Marianne Faithfull y Miki Manojlović. Se estrenó el 13 de febrero en el Festival Internacional de Cine de Berlín.

## Sinopsis
Maggie es una viuda de mediana edad que necesita dinero desesperadamente para pagar un viaje a Australia para que su nieto Ollie, gravemente enfermo, reciba tratamiento. Mientras camina por el Soho de Londres tras haber tratado infructuosamente de conseguir un empleo, Maggie ve un cartel de "se busca anfitriona" y entra en el local para informarse sobre el anuncio. El propietario, Miki, le explica que "anfitriona" es un eufemismo y que realmente lo que significa es una especie de prostituta. Aunque escandalizada en un principio, las circunstancias hacen que Maggie finalmente acepte el trabajo y, ayudada por su compañera Luisa y por el dueño del club, pronto se convierte en la famosa Irina Palm.

## Reparto
- Marianne Faithfull: Maggie, Irina Palm.
- Miki Manojlović: Miki, dueño del club erótico "Sexy World".
- Kevin Bishop: Tom, hijo de Maggie.
- Siobhan Hewlett: Sarah, nuera de Maggie.
- Corey Burke: Ollie, nieto de Maggie.
- Dorka Gryllus: Luisa, compañera de Maggie en el club erótico.